# Antifujimorismo

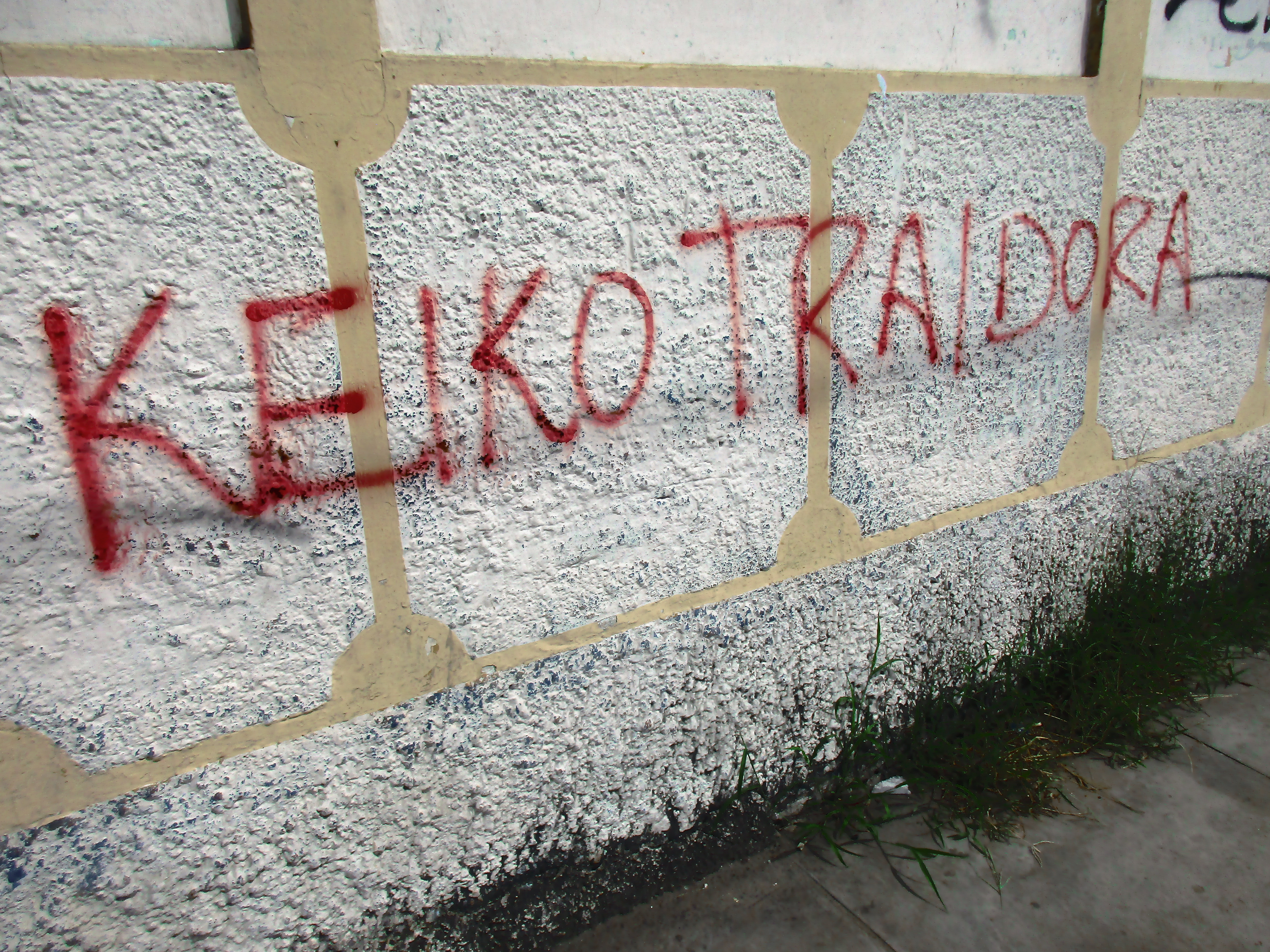
Grafiti, en Iquitos, contra la política Keiko Fujimori, quien es hija del expresidente Alberto Fujimori.

El antifujimorismo es un movimiento político peruano heterogéneo caracterizado por su oposición al fujimorismo. Aglutina actores de todo el espectro político (tanto de izquierda, centro y derecha). El antifujimorismo organizado se desarrolló después del autogolpe de Estado en Perú de 1992, ejecutado por el entonces presidente peruano Alberto Fujimori. Desde ese entonces, se caracterizó por oponerse a las medidas autoritarias y populistas ejecutadas por el gobierno, hasta la caída del régimen el 21 de noviembre de 2000. Con el retorno a la democracia, el antifujimorismo ha ejercido una gran influencia política en las elecciones generales en Perú, en oposición a las candidaturas presentadas por partidos de ideología fujimorista.
Se ha descrito al movimiento como «la agrupación política informal más grande» o «el partido político más grande» del país, dado su peso en las derrotas consecutivas de la candidata fujimorista Keiko Fujimori (hija de Alberto) en las elecciones de 2011, 2016 y 2021 por escasos márgenes. Asimismo, mantiene una oposición al indulto de Fujimori, condenado por violaciones a los derechos humanos y corrupción, entre otros delitos.
Los partidarios del antifujimorismo señalan que velan por «defender la democracia y la dignidad nacional» y «por el cumplimiento de las leyes y la Constitución», además de acusar al fujimorismo de buscar ejercer «un poder sin control y sin fiscalización» y «evadir la justicia». Los críticos del antifujimorismo, compuesto mayormente por los propios fujimoristas y varios grupos de derecha en general, afirman que el movimiento está «basado en el odio y la venganza», «gente mezclada» con grupos subversivos, entre otras imputaciones.

## Caracterización
Si bien el antifujimorismo surgió, como movimiento organizado, tras el autogolpe de 1992; su caracterización como movimiento en sí mismo, a decir del politólogo checo-peruano Mirko Lauer, es que «[el] antifujimorismo ha venido dependiendo de lo que ha sido el propio fujimorismo [...] [el antifujimorismo está] encabezado sobre todo por personas que aseguran ser liberales, izquierdistas o partidos de otras supuestas derechas qué no existen con intereses propios». César Hildebrandt, uno de los periodistas referentes en el país, señala al colectivo como «un mecanismo de defensa cuyo propósito es preservarnos como país».
El filósofo peruano Eduardo Marisca señala que las cosmovisiones de ambos movimientos (fujimorismo y antifujimorismo), tal como sus propios nombres señalan, son diametralmente opuestas. Según el mismo filósofo, a pesar de la diversidad dentro del propio movimiento, se puede resumir al antifujimorismo en 5 puntos básicos:
1. Creencia en el Estado de derecho y la igualdad ante la ley; por eso hay consideración sobre la sentencia a Alberto Fujimori, como un ejemplo de que ni un expresidente está sobre la ley.
2. Creencia en la necesidad de instituciones sólidas representativas y defensoras de ese Estado de derecho; con firmes límites para evitar el abuso de poder, como se cometió durante el fujimorato.
3. Centralidad de la lucha contra la corrupción, en defensa de las instituciones y el Estado de derecho; concibe la corrupción como problema político, como también sucedió durante el fujimorato.
4. Creencia en la historia y en la memoria como punto de partida para la construcción del futuro; condenando las violaciones a los derechos humanos y el desmantelamiento de las instituciones democráticas.
5. Creencia en la promesa republicana del Perú; resumido por Marisca como «el contrato social [como] un acuerdo colectivo sobre cómo queremos llevar a cabo nuestros asuntos públicos, y por eso es condición de posibilidad para el orden y la seguridad [...] el antifujimorismo es republicanismo».

## Historia

### El fujimorato (1990-2000)

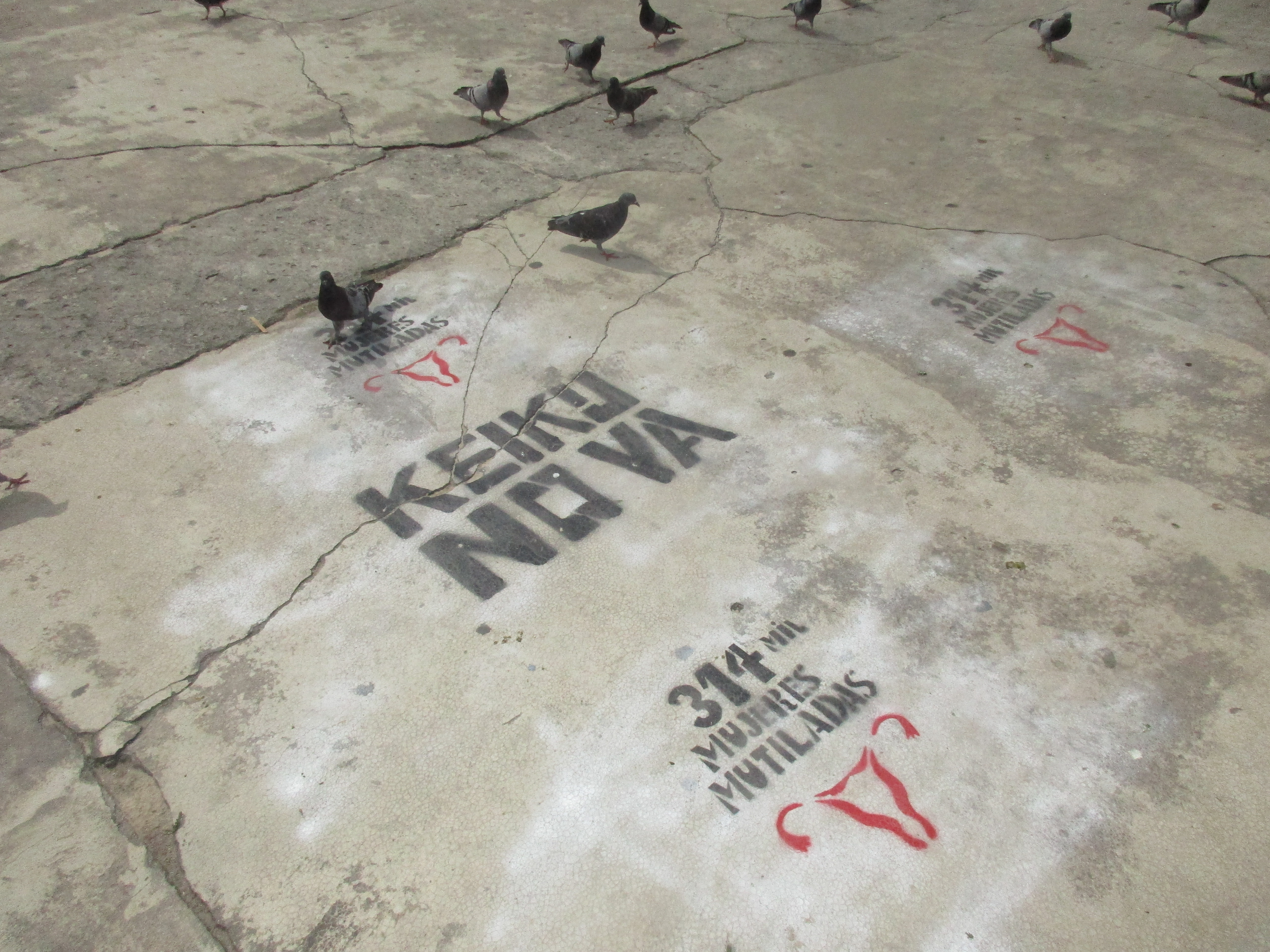
Grafiti contra Keiko Fujimori durante las elecciones generales de 2016, haciendo alusión a las esterilizaciones forzadas imputadas al gobierno de su padre.

En las elecciones generales peruanas de 1990, Alberto Fujimori fue elegido Presidente del Perú, pero sin contar con mayoría parlamentaria. Tras varios conflictos entre el Ejecutivo y el Legislativo, Fujimori disolvió el Congreso de la República e intervino en el Poder Judicial y varios organismos autónomos. Los políticos de oposición rechazaron estas acciones y nombraron a Máximo San Román como Presidente (si bien esta acción no fue reconocida por la comunidad internacional), marcando el nacimiento del antifujimorismo organizado, si bien fragmentario. Tras varios meses, Fujimori convocó un Congreso Constituyente para redactar una nueva Constitución, donde obtuvo la mayoría por la abstención de participación de varios partidos opositores y los logros obtenidos en política económica y lucha antiterrorista.
En las elecciones generales peruanas de 1995, dadas las condiciones impuestas por el gobierno, Fujimori obtuvo la victoria en primera vuelta y la mayoría del nuevo Congreso peruano. La oposición, a pesar de ser minoría y continuar fragmentada, fue intransigente contra las políticas autoritarias del gobierno y las denuncias por las violaciones de derechos humanos (masacres de Barrios Altos y La Cantuta), corrupción y narcotráfico, que pesaban sobre el régimen. La oposición a los intentos re-reeleccionistas de Alberto Fujimori, tras la destitución de 3 magistrados del Tribunal Constitucional peruano, la publicación de la Ley de interpretación auténtica (Ley N.º 26657) por el Congreso dominado por el partido oficialista y el fracaso de un intento de referéndum para frenar la nueva candidatura de Fujimori, comenzó a consolidar el antifujimorismo.
En las elecciones generales peruanas de 2000, tras un proceso electoral cuestionado, por las denuncias de fraude electoral y el retiro en el balotaje de la candidatura del opositor Alejandro Toledo, asumió por tercera vez como presidente Alberto Fujimori, en medio de protestas generalizadas conocidas como la Marcha de los Cuatro Suyos. Sin embargo, la coalición fujimorista Perú 2000 no obtuvo mayoría en el Congreso por lo que se recurrió, como se sabría después, a la compra de parlamentarios tránsfugas por parte del asesor presidencial Vladimiro Montesinos. La difusión del vladivideo Kouri-Montesinos (14 de septiembre de 2000) ocasionó protestas generalizadas contra el régimen y la convocatoria a elecciones generales inmediatas por parte de Fujimori. En medio de la crisis política generalizada, Fujimori viajó a la Conferencia de la APEC en Brunéi; en el viaje de regreso, su avión se desvió a Japón, desde donde envío su renuncia (20 de noviembre de 2000). El Congreso peruano, ahora dominado por la oposición, no aceptó su renuncia y lo destituyó por incapacidad moral (22 de noviembre de 2000), asumiendo la Presidencia de la República Valentín Paniagua, presidente del Congreso. Meses después entró el partido político Perú Posible en las elecciones de 2001; según el secretario de ese partido, Juan Sheput, fue apoyado por una corriente en contra de Fujimori.

### Proceso judicial contra Fujimori (2005-2009)
Tras refugiarse en Japón después de ser vacado de la Presidencia de la República, Fujimori permaneció en ese país aprovechando su doble nacionalidad (peruano-japonés). A pesar de tener una orden de captura emitida por la Corte Suprema peruana desde 2001, Fujimori viajó a Chile, arribando el 6 de noviembre de 2005. Al día siguiente, fue detenido por la Policía chilena, iniciando el Estado peruano un pedido de extradición contra él para ser juzgado, entre otros crímenes, por las masacres de Barrios Altos y La Cantuta.
El 21 de septiembre de 2007, la Corte Suprema chilena aprobó la extradición de Fujimori al Perú; y al día siguiente llegó a Lima. El 7 de abril de 2009, la justicia peruana lo condenó a 25 años de prisión por violación de los derechos humanos: las matanzas de Barrios Altos y La Cantuta, y los secuestros de Gustavo Gorriti y Samuel Dyer. Los sectores antifujimoristas se mostraron a favor de la sentencia: el escritor peruano Mario Vargas Llosa señaló que «la sentencia es impecable y debe ser aplaudida por todos los demócratas».

### Elecciones generales de 2011

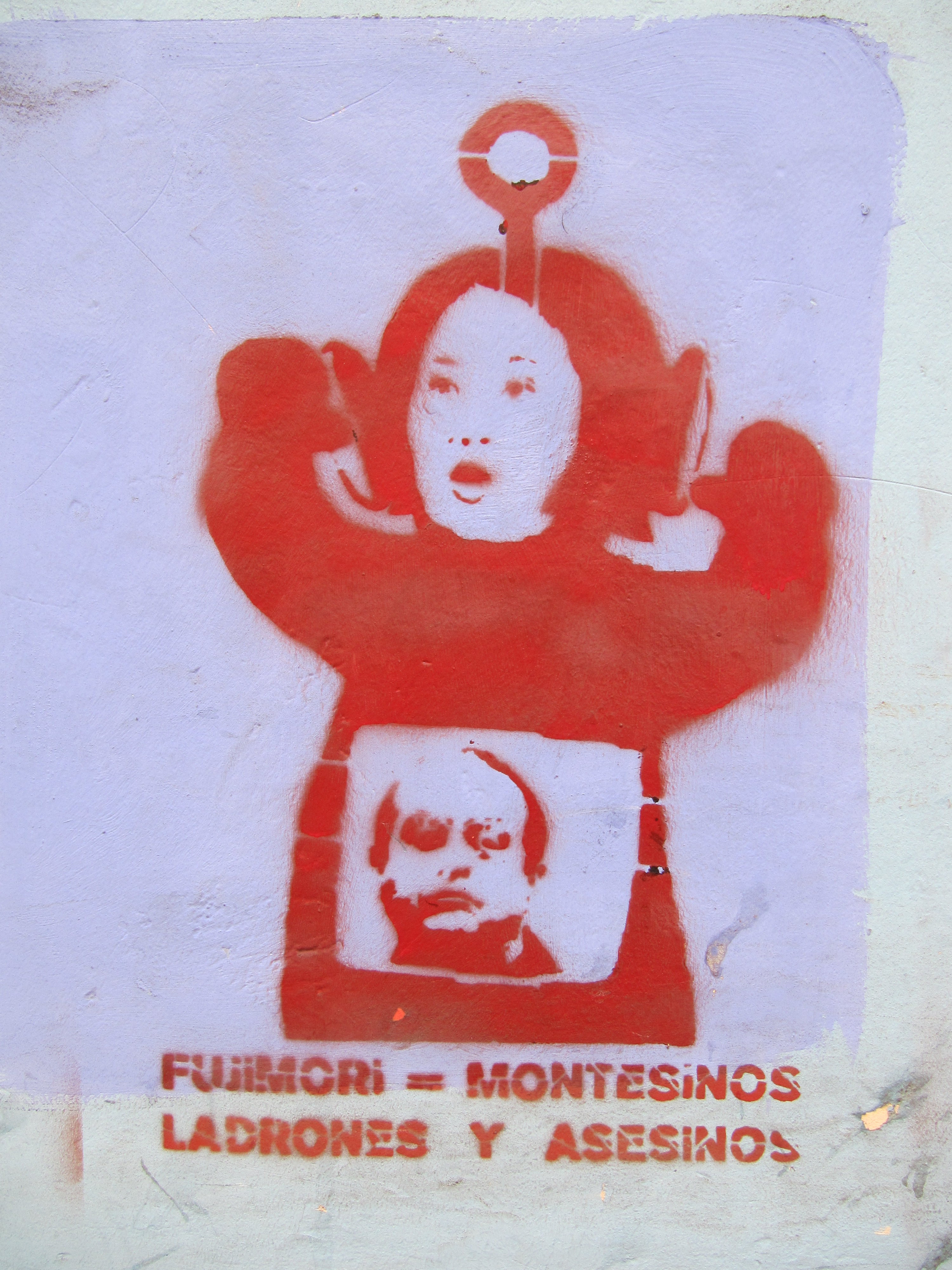
Grafiti antifujimorista mostrando a Keiko Fujimori y Vladimiro Montesinos como un teletubbie. (2011)

En la primera vuelta de las elecciones de 2011, pasaron al balotaje los candidatos Ollanta Humala (Partido Nacionalista Peruano) y Keiko Fujimori (Fuerza Popular). Los sondeos, en un inicio, otorgaban un margen de ventaja a Humala; sin embargo, tras varias semanas, fueron volviéndose progresivamente más favorables a Keiko. Tras ello, se formó una denominada «coalición antifujimorista», en un inicio compuesta por grupos de progresistas y de gestores de derechos humanos.
El 25 de mayo de 2011, el diario español El País publicó el manifiesto «Contra el regreso del fujimorismo y a favor de la democracia», firmado inicialmente por 68 escritores peruanos, a quienes se fueron sumando otros intelectuales, que señalaba:
Los escritores que firmamos esta carta venimos de lugares muy distintos del espectro político peruano y tenemos ideas divergentes sobre cómo debería ser el manejo económico y social del Perú. [...] llamamos a la sociedad a mantener su poder de representación, rechazando el regreso de la dictadura y solidificando, mediante el voto por Ollanta Humala, con una actitud activa y vigilante, nuestro orden democrático. El nuestro es un llamado esperanzado y optimista a la unidad nacional: este 5 de junio, los peruanos debemos defender, a través de un voto responsable y cívico, nuestra dignidad, nuestra libertad y nuestra democracia.
Al día siguiente, se desarrolló en Lima una marcha de diversos colectivos antifujimoristas (Colectivo No a Keiko, Colectivo Dignidad, la Confederación General de Trabajadores del Perú, la Central Única de Trabajadores, IDL Reporteros, Asociación Pro Derechos Humanos, Coordinadora Nacional de Derechos Humanos, etc.), que llegaron a reunir más de 20 mil personas. En esa manifestación, expresaron su oposición a la candidatura de Keiko Fujimori, así como su apoyo a Ollanta Humala.
El 5 de junio de 2011, se realizó la segunda vuelta electoral, en donde Humala resultó electo como presidente. Uno de los factores en que se eligió a ese candidato fue la sensación de Fujimori con el pasado autoritario de su padre.

### Elecciones generales de 2016

Pese a su victoria, Kuczynski consiguió una representación minoritaria en el Congreso peruano: Fuerza Popular, la principal fuerza de oposición, había conseguido la mayoría absoluta (73 de 130 parlamentarios).

Durante la campaña de las elecciones de 2016, Keiko (nuevamente bajo Fuerza Popular) fue la candidata que mostró la mayor preferencia en intención de voto. En primera vuelta, pasó cómodamente a balotaje con un 39.86 % de votos, seguida de lejos por Pedro Pablo Kuczynski (Peruanos por el Kambio, de centroderecha) con un 21.05 % y Verónika Mendoza (Frente Amplio, de izquierda) con un 18.74 %. En las elecciones parlamentarias, Fuerza Popular obtuvo la mayoría absoluta con 73 de 130 escaños. El balotaje fue, por lo tanto, disputado entre Keiko y Kuczynski (PPK).
A pesar de que en las primeras encuestas de opinión, Kuczynski comenzó con una ligera ventaja sobre Fujimori, con el pasar de la campaña esta última pasó al primer lugar. Ante la situación de una victoria inminente del fujimorismo, la lideresa izquierdista Verónika Mendoza (quien fuera derrotada por el propio Kuczynski en la primera vuelta) hizo un llamado en español y en quechua a votar por este candidato:
Hoy la señora Keiko Fujimori está rodeada de gente procesada por corrupción y vínculos con el narcotráfico. Y ni le preocupa ¿Con qué autoridad moral va a combatir la delincuencia o el narcotráfico? No quiero que mis hijos vivan en un país de corrupción, drogas y violencia; donde mentir, robar y matar es normal. [...] Hoy, el voto en blanco o viciado favorece a Keiko en el conteo final de votos, así que para cerrarle el paso al fujimorismo solo queda marcar PPK.
Durante el segundo debate presidencial, Kuczynski hizo un llamado a ese movimiento político, señalando:
Yo creo en la libertad. Estoy convencido que ahora esta libertad está en grave riesgo en el Perú, por eso yo quiero hacer una llamado a todos los peruanos de cualquier convicción política para defender la libertad y cerrarle el paso con nuestros votos al retorno de la dictadura, la corrupción y la mentira. Es ahora o nunca, ciudadanos. Hasta la última mesa, hasta el último voto.
El 5 de junio de 2016, se realizó la segunda vuelta electoral, en la cual (por un escaso margen de poco más 40 mil votos) resultó electo Kuczysnki como presidente.

### Crisis política de Perú de 2016-2020
Durante el periodo de crisis política en el Perú, el antifujimorismo cobró fuerza a finales de 2017 cuando Fuerza Popular presentó una moción de vacancia contra Pedro Pablo Kuczynski luego de un intenso debate en el Parlamento. Finalmente se decidió que la vacancia no sería aprobada. El 24 de diciembre de ese año, el presidente indultó a Alberto Fujimori, hecho que provocó protestas masivas en contra un día antes de Navidad. En 2018, el Congreso decidió presentar otra moción de vacancia contra Kuczynski, que fue apoyada por el resto de partidos políticos. Sin embargo, en marzo del mismo año se filtraron los denominados kenjivideos, los cuales desembocarían en la renuncia de Kuczynski a la presidencia. Este fue reemplazado por su primer vicepresidente, Martín Vizcarra. En 2019, Vizcarra, a través de su mensaje a la Nación por Fiestas Patrias, anunció la propuesta de adelantar elecciones presidenciales para el 2020. Sin embargo, el Congreso decidió que la propuesta sea archivada. Entonces, Vizcarra, decidió que el gobierno presente una cuestión de confianza ante el Congreso por la elección de nuevos magistrados del Tribunal Constitucional. En septiembre, el premier Salvador del Solar, se trasladó al Congreso a sustentar la confianza, sin embargo, comenzaron los enfrentamientos en el Congreso. Es por ello que Vizcarra, alegando una denegación fáctica de la confianza, anunció la disolución del Congreso de la República y la convocatoria a nuevas elecciones de congresistas de la República. En 2020, se llevaron a cabo dichos comicios, donde el partido Acción Popular, logró obtener la victoria consecutiva, mientras que Fuerza Popular, solo obtuvo el sexto lugar de los votos válidos, consolidando así una derrota más para el fujimorismo. Sin embargo, en noviembre del mismo año, Vizcarra fue vacado por el nuevo Congreso, por las acusaciones de corrupción cometidas durante su etapa como gobernador regional de Moquegua. Esto provocó que el antifujimorismo, saliera a protestar a las calles contra el nuevo gobierno de Manuel Merino, provocando la muerte de 2 manifestantes (Inti Sotelo y Bryan Pintado). Estas muertes hicieron que el presidente Merino optara por renunciar al cargo. Días después, juramentó como presidente Francisco Sagasti, dando por concluida la etapa de crisis política.

### Nueva crisis política de 2021-presente
Con una nueva candidatura en 2021, el partido Fuerza Popular acusó de un supuesto fraude tras el temor de una supuesta influencia «comunista» por el rival Pedro Castillo. Tras la salida de Castillo, por un intento de autogolpe en 2022, varios sectores de la población a nivel nacional salieron a manifestarse en contra de Dina Boluarte y pidieron el adelanto de elecciones, en lo que se llamó «convulsión social». Un estudio de Ipsos en julio de 2023 señaló que el 61 % de entrevistados definitivamente no votaría por Keiko.
En 2025, el escritor Álvaro Vargas Llosa dijo que «la democracia peruana fue incapaz de superar durante décadas el odio entre fujimoristas y antifujimoristas, y la polarización acabó contaminando todas las instituciones y afianzando posturas irreconciliables».